# Scarthyla goinorum
Scarthyla goinorum é uma espécie de anfíbio da família Hylidae. Pode ser encontrada na Bolívia, Peru, Brasil e Colômbia.